# Spoorlijn Pau - Canfranc (grens)
De spoorlijn Pau - Canfranc is een Franse spoorlijn van Pau naar Canfranc in Spanje. De lijn is 92,6 km lang en heeft als lijnnummer 664 000. De lijn loopt via de Gave d'Aspe-vallei en vele tunnels door de Pyreneeën en maakt deel uit van de transportinfrastructuur tussen Toulouse / Bordeaux en Zaragoza.

## Geschiedenis
De lijn werd in gedeeltes geopend door de Compagnie des Chemins de fer du Midi. Van Pau naar Buzy-en-Béarn op 30 juni 1883, van Buzy-en-Béarn naar Oloron-Sainte-Marie op 1 september 1883, van Oloron-Sainte-Marie naar Bedous op 21 april 1914 en van Bedous naar Canfranc op 11 juli 1928. Het internationale treinstation van Canfranc werd officieel geopend op 18 juli 1928, in aanwezigheid van koning Alfonso XIII van Spanje en de Franse president Gaston Doumergue.

### Ongeluk en gedeeltelijke sluiting
Op 20 maart 1970 vertrok een trein van negen wagons met maïs uit Pau naar Canfranc met twee SNCF BB Midi-locomotieven. Vroeg in de ochtend begon de trein vanaf Lecun This - Eygun met de beklimming van de Aspe-vallei richting Etsaut en Urdos. Doordat de rails waren bevroren slipten de wielen op het steile traject en kwam de trein tot stilstand. Omdat de remmen niet werkten, denderde de trein op enig moment met grote snelheid achteruit naar beneden. Bij de brug Estanguet over de Gave d'Aspe, ten zuiden van Bedous, ontspoorde de trein, waarbij de brug werd vernield. Hoewel de brug te repareren was, besloot de SNCF, die met grote schulden kampte, dat niet te doen. Vanaf dat moment werd het traject naar Canfranc met bussen verzorgd.

### Herstel
Vanwege de zware belasting van de wegen door de Gave d'Aspe-vallei en de toename van het aantal ongevallen ontstonden plannen om  de spoorlijn  in ieder geval gedeeltelijk te heropenen. In 2008 namen  de president van de regio Aquitanië Alain Rousset en de SNCF-president Guillaume Pepy hiertoe een principebesluit. In 2013 kwamen Alain Rousset en Luisa Fernanda Rudi Ubeda (president van de regering van Aragón) overeen de spoorlijn in twee fasen te heropenen,  het traject Oloron naar Bedous in 2015, en vervolgens het traject Bedous naar Canfranc in 2020. Deze planning is niet gehaald maar het traject naar Bedous is in 2016 wel geopend. In 2022 werd andermaal overeengekomen dat het resterende traject  zou worden geopend, echter op zijn vroegst in 2026 of 2027. Dit vraagt echter verschillende grote ingrepen, zoals het herstel van de Estanguet-brug, die is verwoest door het ongeval in 1970, en van de Biguebrug over de rivier de Gave d'Aspe, en daarnaast de aanpassing van enkele viaducten.

## Treindiensten
De SNCF verzorgt het personenvervoer op dit traject met TER treinen.
| Serie | Treinsoort | Route        | Bijzonderheden |
| ----- | ---------- | ------------ | -------------- |
| L 55  | TER (SNCF) | Pau – Bedous |                |

## Aansluitingen
In de volgende plaatsen is of was er een aansluiting op de volgende spoorlijnen:
Pau
RFN 650 000, spoorlijn tussen Toulouse en Bayonne
Buzy-en-Béarn
RFN 665 000, spoorlijn tussen Buzy en Laruns-Eaux-Bonnes-Les Eaux-Chaudes
Canfranc
RFIG 204, spoorlijn tussen Zaragoza en Canfranc

## Elektrische tractie
De lijn werd in 1928 geëlektrificeerd met een gelijkspanning van 1500 volt. Tussen Oloron-Sainte-Marie en Canfranc werd de bovenleiding in 1987 afgebroken, het traject tussen Pau en Oloron-Sainte-Marie volgde in 2010.

## Galerij

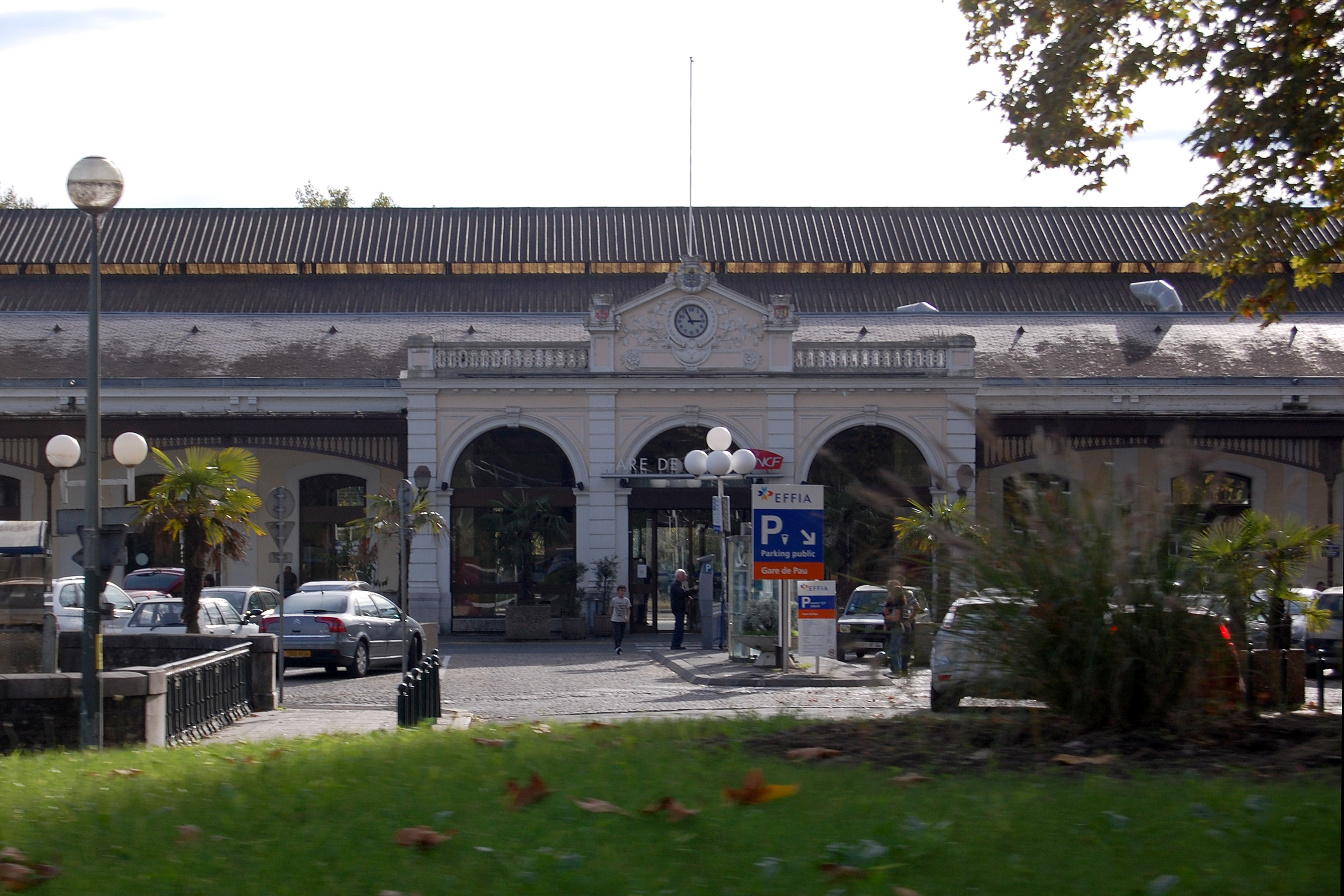
Station Pau.
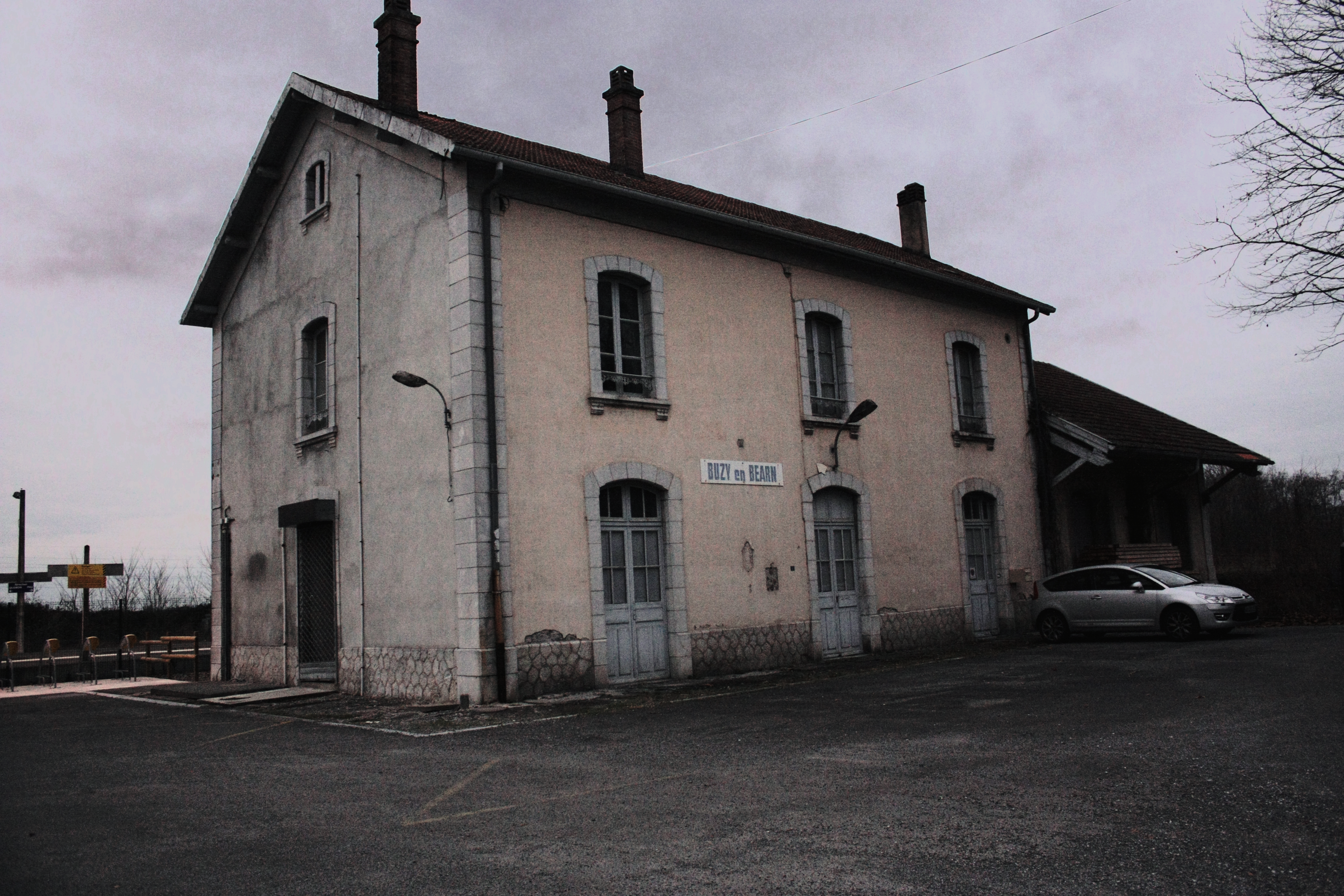
Station Buzy.
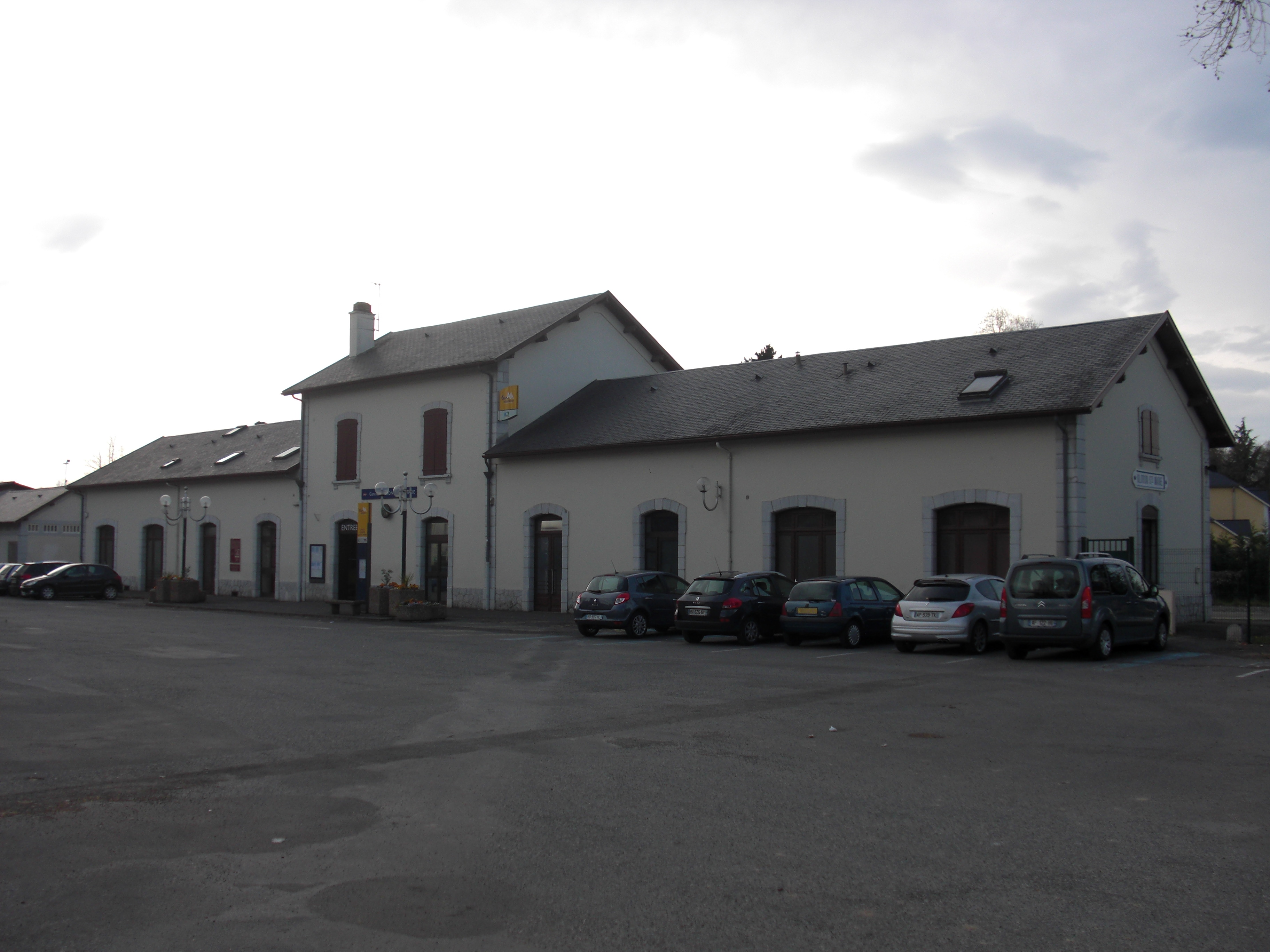
Station Oloron Sainte Marie
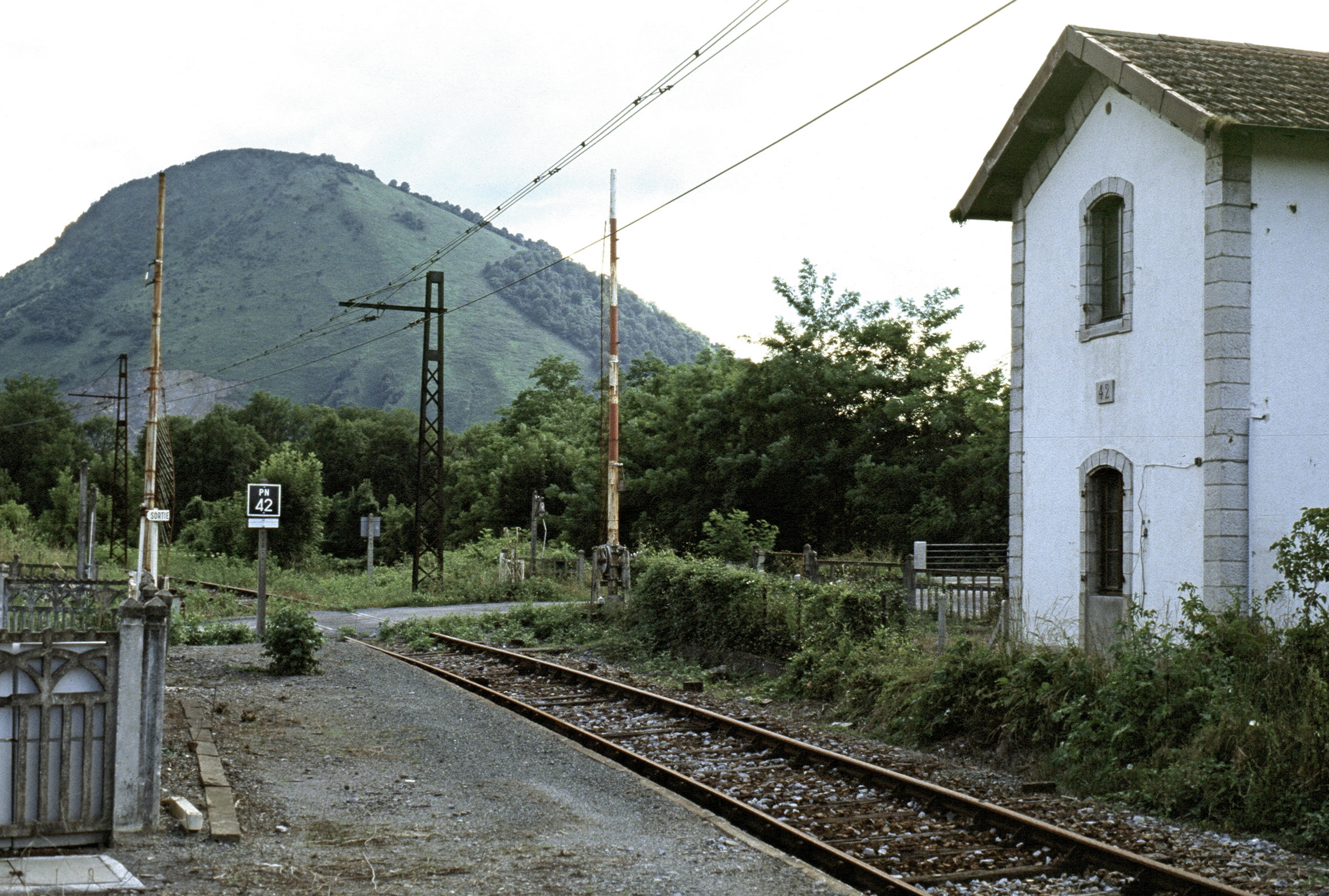
Station Lurbe Saint Christau
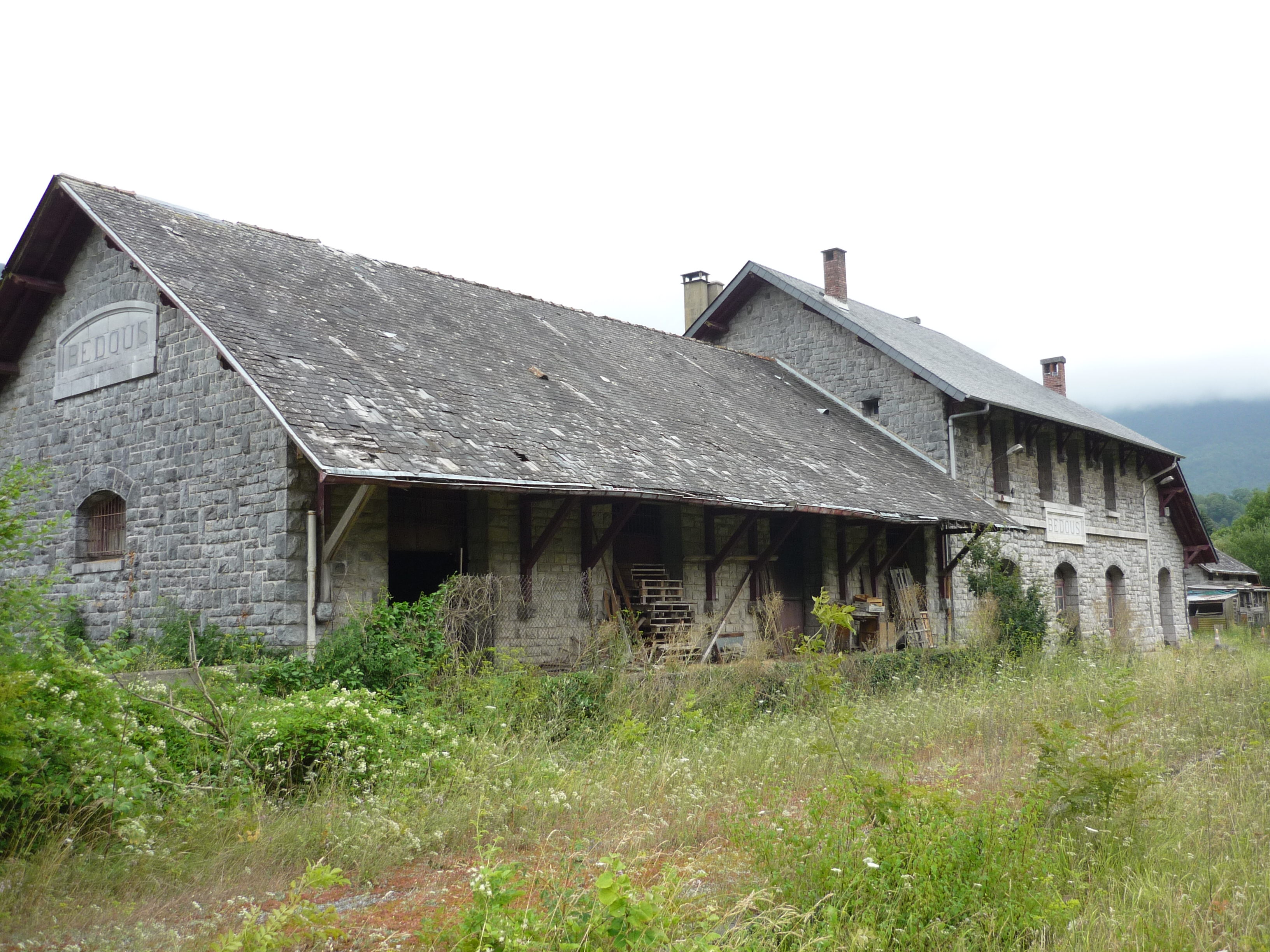
Station Bedous.
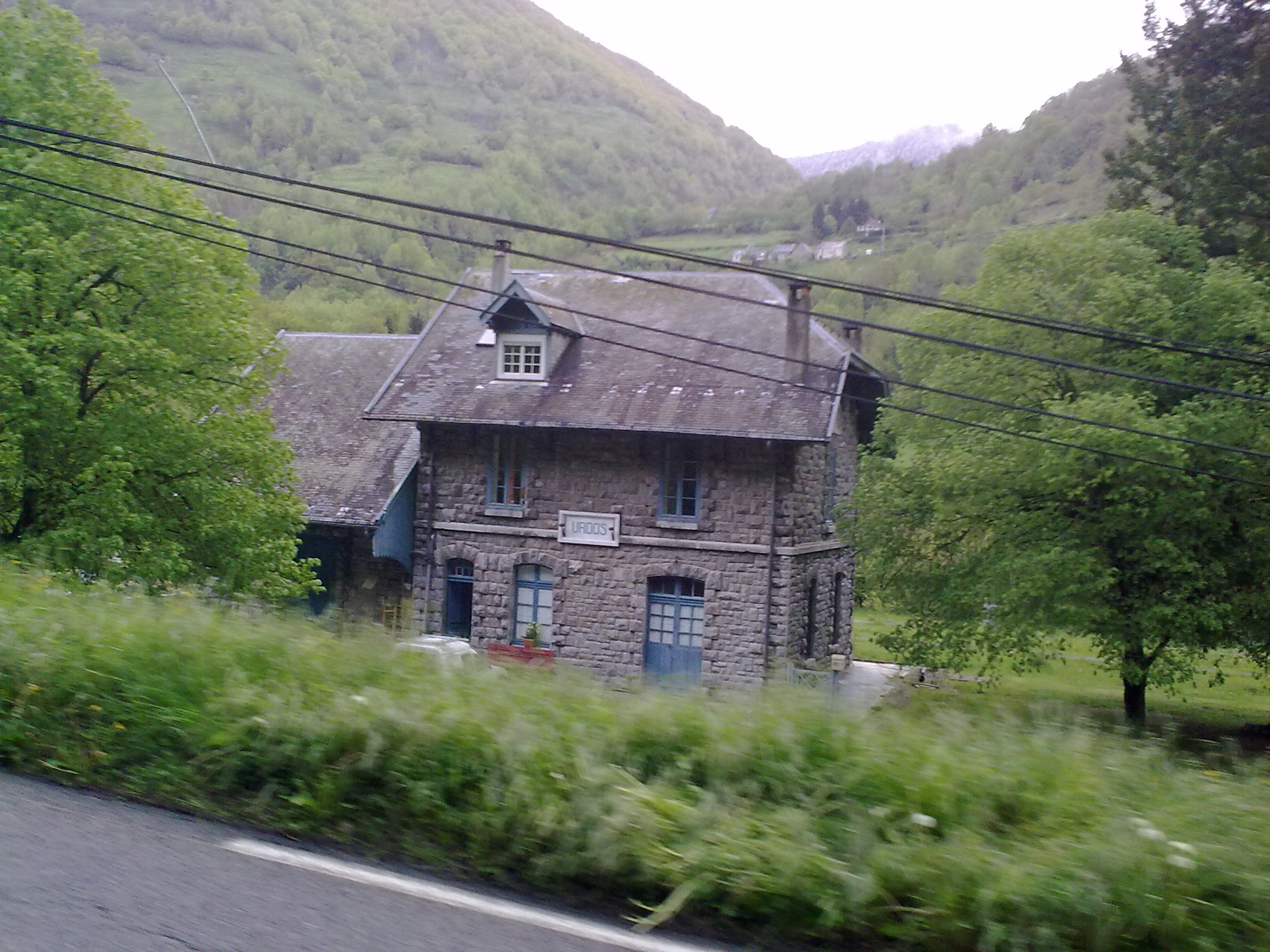
Station Urdos.
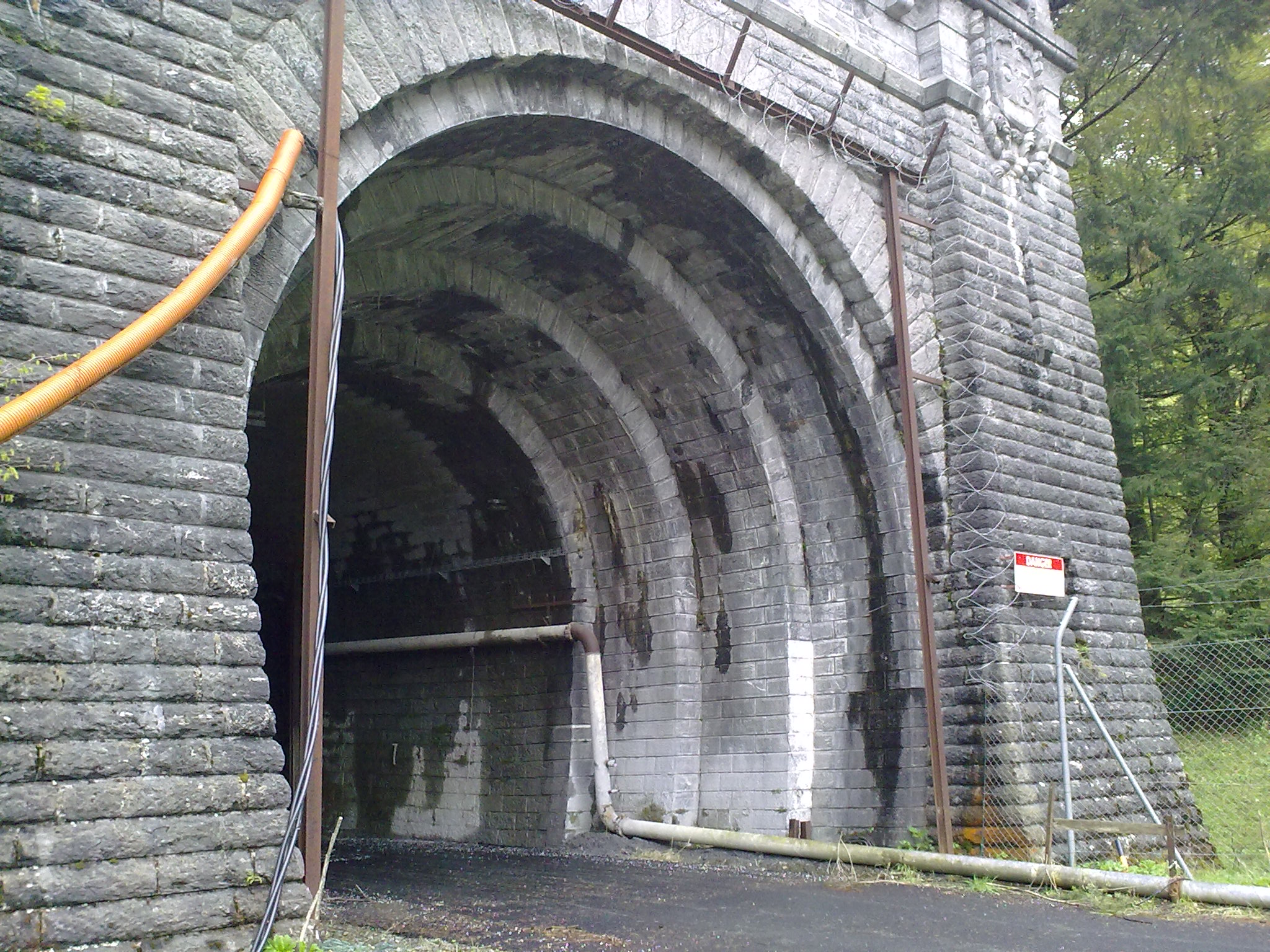
Noordelijk tunnelportaal ingang van de Somportspoortunnel in  2010
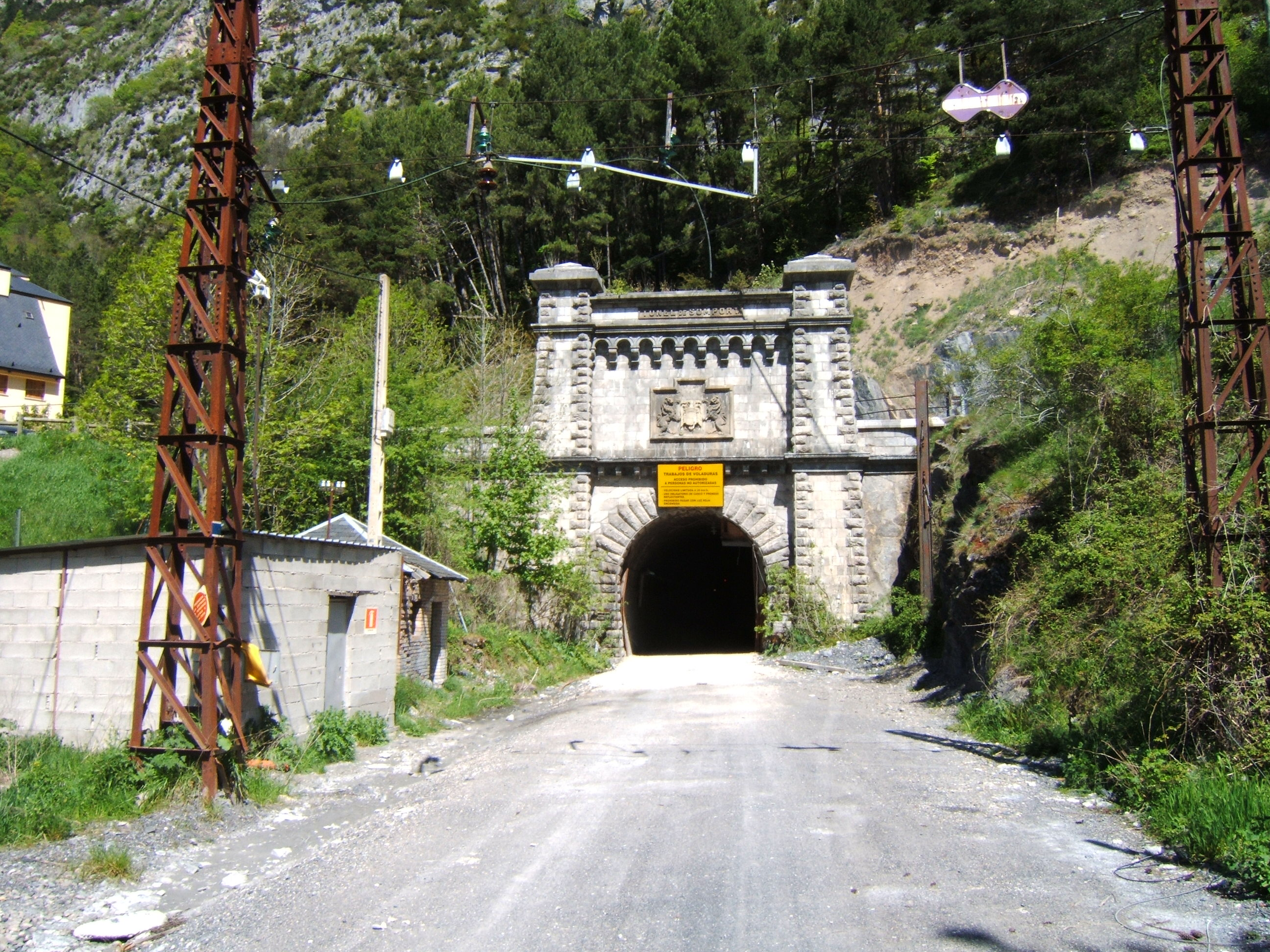
Zuidelijk tunnelportaal van de Somportspoortunnel in 2006
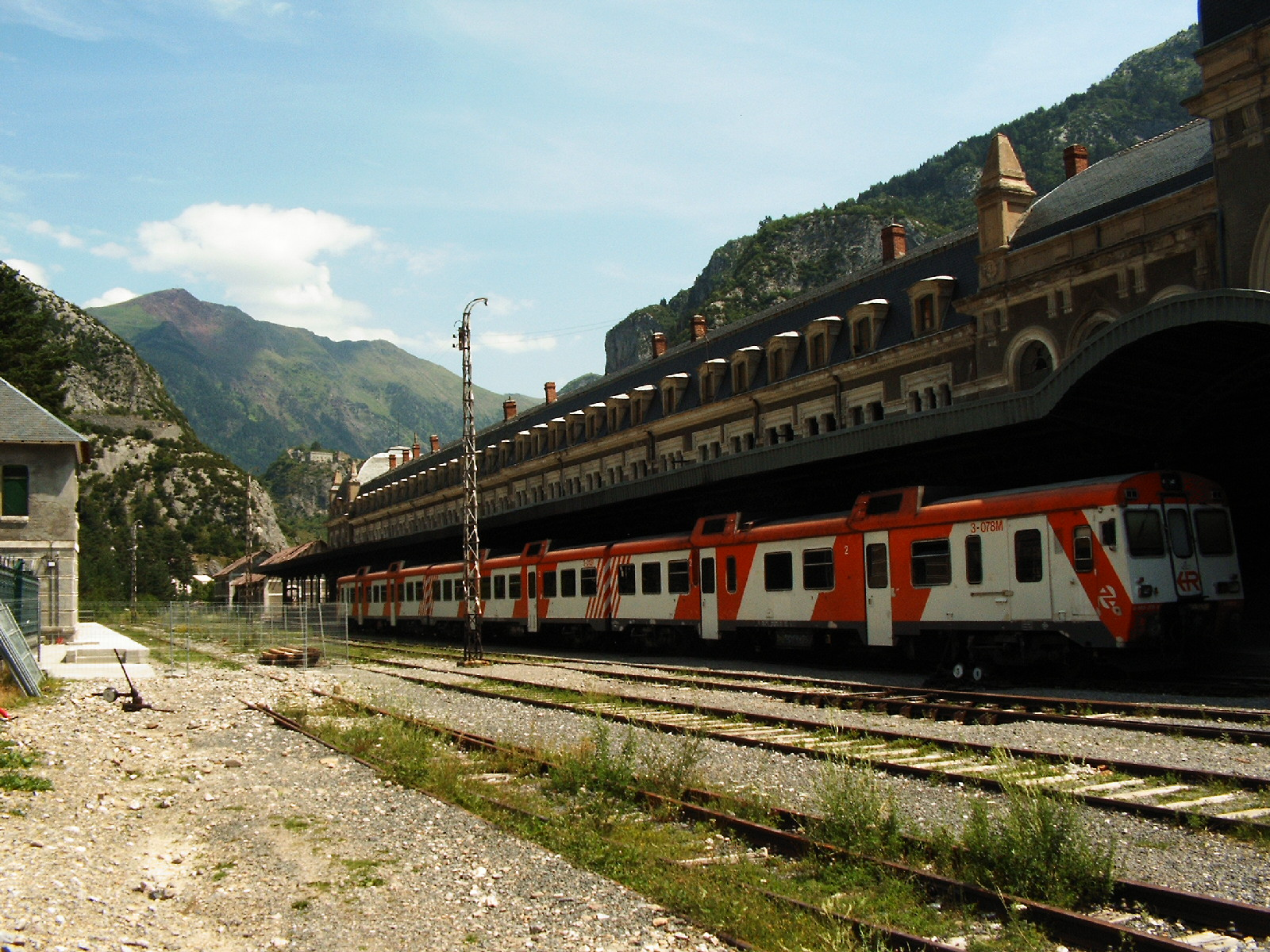
Station Canfranc.